# U.D.O.
U.D.O. é uma banda de heavy metal alemã fundada por seu vocalista Udo Dirkschneider em 1987, após sua saída do Accept. As letras da banda exploram temas envolvendo problemas sociais, heavy metal e fantasia. A banda possui 16 álbuns de estúdio lançados.

## Integrantes
Formação atual
- Udo Dirkschneider – vocal (1987–presente)
- Fitty Wienhold – baixo, backing vocals (1997–presente)
- Andrey Smirnov – guitarra (2013–presente)
- Bill Hudson – guitarra (2017–presente)
- Sven Dirkschneider – bateria (2015–presente)

Membros de turnês
- Ulli Köllner – teclado (1990, 2013–presente)

Ex-membros
- Peter Szigeti – guitarra (1987)
- Frank Rittel – baixo (1987)
- Dieter Rubach – baixo (1987–1989)
- Thomas Franke – bateria (1987–1989)
- Andy Susemihl – guitarra (1987–1990, 1991)
- Mathias Dieth – guitarra (1987–1991, 1997)
- Thomas Smuszynski – baixo (1988–1991)
- Stefan Schwarzmann – bateria (1988–1991,1996–1999)
- Wolla Böhm – guitarra (1990)
- Frank Fricke – guitarra (1991–1992)
- Stefan Kaufmann – guitarra  (1996–2012)
- Jorg Fisher – guitarra (1997) (não creditado no A Tribute to Judas Priest: Legends of Metal)
- Jürgen Graf – guitarra (1997–1999)
- Igor Gianola – guitarra , backing vocals (1999–2013)
- Lorenzo Milani – bateria (2000–2004)
- Francesco Jovino – bateria (2004–2014)
- Kasperi Heikkinen – guitarra (2013)

Membros de turnês
- Marcus Bielenberg – baixo (2004)